# Ивица Ловинчић
Ивица Ловинчић (Лучани, код Оточца, 15. јул 1911 — Бриње, 16. март 1942), учесник Народноослободилачке борбе и народни херој Југославије.

## Биографија
Рођен је 15. јула 1911. године у Лучанима код Оточца. Основну школу завршио је у Брињу. Родитељи га 1927. године упућују на занат у Загреб, где је у фабрици „Арко“ учио за алатничара. Када је завршио изучавање заната и постао квалификовани радник, радници су га у фабрици изабрали за свога повереника. Из фабрике „Арко“ прешао је на рад у фабрику санитетских уређаја „Нептун“, где се заузимао за побољшање положаја неквалификованих радника.
Након одслужења кадровског рока у морнарици, Ивица се 1938. запослио као машинбравар у фабрици „Југобатес“. Као искусног борца за радничка права, полиције је почела дага прати. На протестном митингу у фабрици „Гаон“ 1940. године, био је ухапшен али је убрзо пуштен. Неподредно пред Априлски рат, полиција га је поновно ухапсила заједно са већим бројем револуционара. После двомесечног боравка у затвору и мучења, његова сестра успела је да га извуче из затвора. Након тога је прешао у илегалност.
Кандидат за члана Комунистичке партије Југославије постао је још 1940, а у пролеће 1941. примљен је у чланство. У јуну исте године, по задатку КПЈ, отишао је у свој родни крај ради припрема за организовање оружаног устанка на подручју Бриња. Када је у септембру 1941. образован Котарски комитет КПХ за Бриње, Ивица је изабран за његовог секретара.
Ивица и остали устаници организовали су партизански логор и припремали борце за оружану борбу. Учествовао је, међу осталим, у нападу на усташе у Жутој Локви 26. августа 1941. године, а затим и у одбијању њиховог напада на Панос. Након тога је отишао у окупирано Бриње и тамо радницима пилане одржао говор и позвао их да ступе у Народноослободилачки покрет. Тада је у сукобу с италијанском патролом био рањен у руку.
Италијани су, 14. марта 1942. године, успели да на превару домаме Ивицу у Бриње, заједно са његовим пратиоцем Илијом Косовцем. Два дана касније, 16. марта, после претрпљеног мучења и испитивања, извели су их на стрељање. Ивица је, током споровођења пред стрељачки вод, пред окупљеним становницима Бриња јавно вређао италијанску окупациону власт и пред стрељање запевао италијанску револуционарну песму „Бандијера роса“.
Указом Президијума Народне скупштине Федеративне Народне Републике Југославије, 14. децембра 1949. године, проглашен је за народног хероја.
Данас, фабрика за производњу картонске и папирне амбалаже, са седиштем у Загребу, носи име „Ловинчић д.д.“